# Холлидей, Док
Джо́н Ге́нри «Док» Хо́ллидей (англ. John Henry «Doc» Holliday, 14 августа 1851 — 8 ноября 1887) — американский зубной врач, азартный игрок, один из наиболее известных ганфайтеров Дикого Запада.

## Биография
Док Холлидей родился в 1851 году в Гриффине, штат Джорджия. Он появился на свет с заячьей губой. Избавиться от подобной аномалии ему помогли двое родственников-врачей, благодаря чему он смог свободно говорить. Его мать скончалась 16 сентября 1866 года. Спустя три месяца после её смерти отец Дока женился повторно, после чего всё семейство перебралось в Валдосту, штат Джорджия. В Институте Валдосты Холлидей получил классическое образование — изучал риторику, математику, историю, а также ряд языков, в том числе древнегреческий.
В 1870-м году 19-летний Холлидей поступил в Пенсильванский колледж зубной хирургии, который окончил в 1872 году, получив докторскую степень. Спустя некоторое время уже в Атланте он начал зубоврачебную практику, однако вскоре у него диагностировали туберкулёз. Хотя болезнь была уже на неизлечимой стадии, у него оставалась надежда замедлить её течение, поэтому Холлидей отправился в края с более тёплым и сухим климатом — в штат Техас.
В 1873 году он обосновался в Далласе, где открыл собственный стоматологический кабинет. На новом месте он пристрастился к выпивке и начал играть в покер. В 1875 году он был впервые арестован за перестрелку в салуне, однако вскоре был отпущен. Будучи неоднократно осуждён за азартные игры, Холлидей покинул Даллас и отправился на запад. Осенью 1876 года он побывал в Денвере, Шайенне и Дедвуде. В 1877 году Холлидей отправился в Брекенридж, штат Техас, где играл в азартные игры. После потасовки с игроком и болезни Холлидей переехал в Форт-Гриффин, штат Техас.
В 1877 году в Форте Гриффин он впервые встретил Уайетта Эрпа, с которым завязал тесную дружбу. Скрепил её случай, произошедший в 1878 году в Додж-Сити, когда Холлидей спас жизнь Эрпа, подстрелив целившегося в него бандита. В Форте Гриффин Док также познакомился со своей спутницей жизни Мэри Кэтрин Хорони, также известной как Большеносая Кейт, женщину из танцевального зала. «Жесткая, упрямая и бесстрашная», она получила образование, но решила работать проституткой, потому что ей нравилась ее независимость. Она единственная женщина, с которой, как известно, у Холлидея были отношения. В 1881 году в Тумстоуне Холлидей вместе с братьями Эрпами выступил активным участником знаменитой перестрелки у корраля О-Кей, в результате которой были убиты братья Маклоури и Билли Клэнтон.
14 июля 1882 года давний враг Холлидея Джонни Ринго был найден мёртвым в низкой развилке большого дерева в долине Вест-Турки-Крик недалеко от пика Чирикауа, территория Аризоны. У него было пулевое отверстие в правом виске, а на пальце руки был найден револьвер. Коронерское расследование официально признало его смерть самоубийством, но, согласно книге «Я вышла замуж за Уайтта Эрпа» (автор которой Глен Бойер утверждал, что собрал ее из рукописей, написанных третьей женой Эрпа, Жозефиной Маркус Эрп), Эрп и Холлидей путешествовали в Аризона с друзьями в начале июля нашли Ринго в долине и убили его. Точное местонахождение Холлидея в день смерти Ринго неясно. Биограф Холлидея Карен Холлидей Таннер отметила, что в Аризоне все еще действовал ордер на убийство Холлидея, поэтому маловероятно, что он решит вернуться в Аризону в то время.
Последнее известное столкновение Холлидея произошло в салуне Хаймана в Лидвилле, штат Колорадо, в 1884 году. До последнего доллара он заложил свои драгоценности, а затем занял 5 долларов (что эквивалентно 150 долларам в 2021 году) у Уильяма Дж. «Билли» Аллена. Аллен был барменом и специальным офицером в салуне «Монарх» (и бывшим полицейским), что позволяло Аллену носить оружие и производить аресты в салуне «Монарх». Когда Аллен неоднократно требовал, чтобы ему заплатили до 19 августа «или иначе», Холлидей не мог подчиниться и боялся. Док знал, что Аллен обычно останавливался в салуне Хаймана, когда он заканчивал в «Монархе», поэтому Док планировал встретиться с Алленом в салуне Хаймана 19 августа. По пути к Хайману Док наткнулся на Маршалла Харви Фосетта и объяснил свою ситуацию. Фосетт сообщил Доку, что Аллен не может носить оружие вне Монарха. Позже Фосетт показал, что Док ответил: «Я возьму дробовик и выстрелю в него на месте», показывая свое намерение. Затем Фосетт отправился в «Монарх», чтобы предупредить Аллена, но Аллен уже ушел к Хайману. Док отправился к Хайману, где спрятал пистолет возле двери под решеткой и стал ждать появления Аллена. Когда Аллен покинул «Монарх», Сай Аллен (один из владельцев «Монарха») «предупредил его, чтобы он не охотился на Холлидея именно тогда. Билли Аллен ответил, что проблем не будет, и с небрежным видом вышел» к Хайману.
Когда Аллен вошел в дверь Хаймана, Док потянулся под стойку, выхватил пистолет и выстрелил в Аллена; первый выстрел прошел мимо Аллена и попал в дверную коробку. «Ошеломленный, Аллен крутанулся на пятках, намереваясь убежать, но споткнулся о порог и упал вперед, приземлившись на руки и колени. Бывший полицейский с трудом поднялся на ноги. Холлидей наклонился над портсигаром и, почти навалившись на человека, который всего несколько секунд назад был охотником, выстрелил снова. Выстрел попал точно в цель. Пуля ворвалась в правую руку Аллена сзади на полпути между плечом и локтем и прошла насквозь, перебив артерию на своем пути. Вздрогнув, Аллен, спотыкаясь, вышел на улицу. Он ударился о стену соседнего магазина одежды Дэйва Мэя. К этому времени он был в шоке, у него открылось кровотечение, и он потерял сознание на руках у одного из посетителей». Главную артерию Аллена зашил доктор. Ф. Ф. Д'Авиньон, и он выжил, хотя его рука после этого навсегда была искалеченной.
Док Холлидей был арестован и предан суду. Во время судебного разбирательства «большинство свидетельских показаний на слушаниях Холлидея показывало, что Аллен не был вооружен (оружие так и не было найдено), но к тому времени преобладающее западное убеждение в том, что «нет обязанности отступать», победило с общественным мнением. «Нет обязанности отступать» — это убеждение, закрепленное в законах нескольких штатов, согласно которому человек, невиновный в том, что спровоцировал конфронтацию, не обязан бежать от нападавшего, но может стоять на своем, невзирая на последствия». Он заявил о самообороне, отметив, что Аллен тяжелее его на 50 фунтов (23 кг) и опасается за свою жизнь. 28 марта 1885 года присяжные оправдали Холлидея.

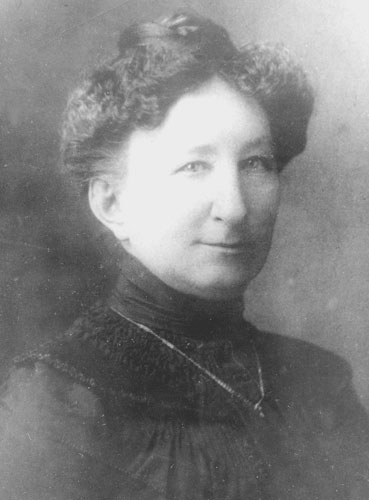
"Большеносая Кейт" Хорони в возрасте 40 лет

Вскоре пути Холлидея и Эрпа разошлись. Последние годы жизни Док провёл вместе с Мэри Хорони в Колорадо. Его самочувствие стремительно ухудшалось. В 1887 году он отправился в Гленвуд Спрингс, где надеялся поправить своё здоровье благодаря целебным горячим источникам. Однако вскоре он окончательно слёг. Считается, что перед смертью он попросил виски, после чего глянул на свои ноги и усмехнулся, сказав, что всегда рассчитывал встретить смерть в сапогах в одной из перестрелок. Умер Док Холлидей 8 ноября 1887 года. Ему было всего 36 лет.

## Образ
Вспыльчивый и неуравновешенный Холлидей, имевший репутацию хладнокровного убийцы, в то же время весьма отличался от своих приятелей благодаря образованию и манере поведения. Уайетт Эрп позднее говорил, что Док был в первую очередь зубным врачом, а не судебным исполнителем или убийцей; он был джентльменом, которого болезнь сделала бродягой. В классическом фильме «Моя дорогая Клементина» (1946) образ Холлидея воплотил актёр Виктор Мэтьюр. В фильме «Перестрелка у корраля О-Кей» (1957) его сыграл Кирк Дуглас, а в драме «Док» (1971) — Стейси Кич. В картине «Тумстоун» (1993) интересную трактовку этого образа дал Вэл Килмер. В фантастическом вестерне «Вайнона Эрп» (2016) Док занимал одну из ключевых ролей, персонаж был воплощен Тимом Розоном. В эпизоде Doc Holliday's Gold Bars (1966) телесериала «Дни в Долине Смерти» роль Дока исполнил Уоррен Стивенс.

## Фильмы
Некоторые из наиболее известных фильмов, изображающих Дока Холлидея и картины, где упоминается его личность
- 1946 — Моя дорогая Клементина / My Darling Clementine
- 1954 — Мастерсон из Канзаса[англ.] / Masterson of Kansas (роль Холлидея исполнил Джеймс Гриффит)
- 1957 — Перестрелка в О. К. Коррал / Gunfight At The O.K. Corral
- 1966 — Доктор Кто. Меткие стрелки / The Gunfighters
- 1967 — Час оружия / Hour of the Gun
- 1967 — Дни ярости / I giorni dell'ira
- 1971 — Док / Doc
- 1993 — Тумстоун / Tombstone
- 1994 — Уайетт Эрп / Wyatt Earp
- 2004 — Дрожь земли 4: Легенда начинается
- 2012 — Возмездие Эрпа / Wyatt Earp’s Revenge
- 2016 — Вайнона Эрп / Wynonna Earp
- 2017 — Сверхъестественное / Supernatural